# شانون ويري
شانون ويري (بالإنجليزية: Shannon Whirry) وهي ممثلة أمريكية ولدت في يوم 7 نوفمبر 1964 في غرين ليك (ويسكونسن) في الولايات المتحدة، مثلت في سيتكوم مالكوم في الوسط ومسلسل إي آر و مسلسل ساينفيلد.

## روابط خارجية
- شانون ويري على موقع IMDb (الإنجليزية)
- شانون ويري على موقع ألو سيني (الفرنسية)
- شانون ويري على موقع أول موفي (الإنجليزية)
- شانون ويري على موقع قاعدة بيانات الأفلام السويدية (السويدية)
- شانون ويري على موقع إن إن دي بي (الإنجليزية)
- شانون ويري على موقع قاعدة بيانات الفيلم (الإنجليزية)
- شانون ويري على موقع كينوبويسك (الروسية)